# Вітанджело Спадавек'я
Вітанджело Спадавек'я (італ. Vitangelo Spadavecchia, нар. 25 листопада 1982, Мольфетта) — італійський футболіст, воротар та тренер.

## Клубна кар'єра
Народився 25 листопада 1982 року в місті Мольфетта. Вихованець юнацьких команд футбольних клубів «Андрія» та «Барі». Не отримавши серйозних шансів пробитись до основи «Барі», де у воротах стояв багаторічний лідер клубу Жан-Франсуа Жилле, Спадавек'я більшість часи виступав на правах оренди за нижчолігові клуби «Самбенедеттезе», «Пескара» та «Сорренто», вигравши з останньою Кубок італійської Серії C у 2009 році. Також Вітанджело відправлявся в оренду до вищолігової «Катанії», але так і не дебютував у Серії А.
У грудні 2009 року воротар покинув «Барі» і у січні наступного року став гравцем «Андрії». Відзначався досить високою надійністю, пропускаючи в іграх чемпіонату в середньому менше одного гола за матч.
11 жовтня 2011 року Спадавекк'я був дискваліфікований на 3 роки і 3 місяці (до 1 січня 2015 року) за участь у договірному матчі «Юве Стабія» — «Сорренто» (1:0), що відбувся 5 квітня 2009 року. Спадавекк'я двічі подавав апеляцію, але її відхилили Федеральний суд FIGC і Національний спортивний арбітражний суд CONI. В результаті воротар змушений був призупинити ігрову кар'єру і у 2013—2015 роках працював тренером воротарів невеликого клубу «Вігор Трані».
2015 року, по завершенні дискваліфікації, повернувся на поле і став гравцем аматорського клубу «Атлетіко Мола», післячого грав за інші аматорські клуби «Тім Альтамура», «Вербано» та «Варезіна».

## Виступи за збірну
2001 року у складі юнацької збірної Італії (U-20) був учасником футбольного турніру Середземноморських ігор, вигравши з командою срібні нагороди. Загалом на юнацькому рівні взяв участь у 17 іграх.
Наступного року у складі молодіжної збірної Італії поїхав на молодіжний чемпіонат Європи 2002 року у Швейцарії, де його команда дійшла до півфіналу, втім був дублером Дженеросо Россі і на поле не виходив.